# Павлув (Люблінський повіт)
Павлув (пол. Pawłów) — село в Польщі, у гміні Стшижевиці Люблінського повіту Люблінського воєводства.
Населення — 238 осіб (2011).
У 1975-1998 роках село належало до Люблінського воєводства.

## Демографія
Демографічна структура станом на 31 березня 2011 року:
|          | Загалом | Допрацездатний вік | Працездатний вік | Постпрацездатний вік |
| -------- | ------- | ------------------ | ---------------- | -------------------- |
| Чоловіки | 118     | 24                 | 81               | 13                   |
| Жінки    | 120     | 20                 | 72               | 28                   |
| Разом    | 238     | 44                 | 153              | 41                   |